# Grazie di tutto
Pour plus de détails, voir Fiche technique et Distribution.
Grazie di tutto est une comédie italienne réalisée par Luca Manfredi et sortie en 1998.

## Synopsis
Pier Paolo et Francesca, un couple de trentenaires, lui auteur de romans policiers, elle chômeuse aisée, traversent une période de crise. Pour surmonter ce moment difficile, ils décident de quitter Rome et de s'installer à la campagne. En accord avec deux de leurs vieux amis, ils proposent de s'occuper de leurs deux parents âgés pendant quelques semaines, ce qui permet à leurs amis de rendre visite à leur fils médecin qui travaille en Afrique. 
La cohabitation s'avère cependant plus difficile que prévu et, lorsqu'ils apprennent que les deux hôtes ont été victimes d'un accident au cours de leur voyage, Pier Paolo et Francesca décident de ne rien leur dire et de continuer à s'occuper des deux personnes âgées. La cohabitation se poursuit et n'est pas interrompue, même par le retour du jeune petit-fils qui voudrait reprendre ses grands-parents.

## Fiche technique
- Titre original italien : Grazie di tutto[1]
- Réalisateur : Luca Manfredi
- Scénario : Cecilia Calvi (it), Luca Manfredi
- Photographie : Roberto Benvenuti Kohout
- Montage : Massimo Fiocchi (it)
- Musique : Vittorio Cosma (it)
- Décors : Mariangela Capuano Smirnova
- Costumes : Lina Nerli Taviani
- Production : Claudio Grassetti, Grazia Volpi
- Société de production : FilmTre, Rai
- Pays de production :  Italie
- Langue originale : italien
- Format : couleurs
- Durée : 88 minutes
- Genre : Comédie
- Date de sortie :
  - Italie : 17 avril 1998

## Distribution
- Nino Manfredi : Pietro Caramelli
- Nancy Brilli : Francesca Pacifico
- Tosca D'Aquino : Mirella
- Sergio Forconi Ugo
- Massimo Ghini : Pier Paolo Pacifico
- Giulia Lazzarini : Bianca Caramelli
- Edoardo Leo : Marzio
- Anna Meacci : Vendeuse
- Anna Melato : Marta
- Carlo Monni : Guido
- Clelia Rondinella : Actrice
- Dario Vergassola : Lorenzo
- Rosario Lambiase
- Andrea Mugnai
- Daniele Trambusti